# Brad Mehldau
Brad Mehldau (* 23. srpna 1970, Jacksonville, Florida) je americký jazzový pianista a skladatel jazzové hudby. Na piano hraje už od raného dětství, jazz objevil ve dvanácti, když mu jeho kamarádi pouštěli desky Johna Coltranea, Buda Powella, Thelonia Monka a Charlieho Parkera. Tito jazzoví hudebníci se pak na dlouho stali jeho hudebními vzory – první Mehldauova nahrávka je skladba Blue Train, kterou složil John Coltrane.
V roce 1988 se Mehldau přestěhoval do New Yorku, kde hrál jako spoluhráč s různými hudebníky. Nejvýznamnější pro něho byla spolupráce s kvartetem Joshua Redmana.
V roce 1994 dává Mehldau dohromady své vlastní trio. Jeho spoluhráči se tak stali kontrabasista Larry Grenadier a bubeník Jorge Rossy, kterého později nahradil Jeff Ballard. S tímto triem a kytaristou Patem Methenym nahráli dvě kritikou vysoce ceněná alba.
Ve své hudbě velmi často cituje Milese Davise, Larryho Goldingse, Kurta Rosenwinkela, Jesse Davise, Davida Sancheze, Oscara Petersona a ostatní členy tria. Mehldau také často hraje každou rukou jinou melodii a používá neobvyklé takty. Na desce Art of the Trio, Vol. IV hraje standard All the Things You Are v A dur (původně je skladba napsaná v A♭ – tedy o půl tón níže) a navíc v 7/8 taktu.

## Diskografie

### Sólová alba a alba, kde vystupuje jako leader
- Introducing Brad Mehldau (1995)
- The Art of the Trio (1997)
- The Art of the Trio, Vol. II — Live At The Village Vanguard (1997)
- The Art of the Trio III — Songs (1998)
- Elegiac Cycle (1999)
- The Art of the Trio, Vol. IV — Back At The Vanguard (1999)
- Places (2000)
- The Art of the Trio, Vol. V — Progression (2001)
- Largo (2002)
- Anything Goes (2004)
- Live in Tokyo — Solo Piano (2004)
- Day is Done (Trio) (2005)
- House on Hill (Trio) (2006)
- Live (Trio) (2008)
- Highway Rider (2010)

### Alba, na kterých je uveden jako spoluautor
- New York-Barcelona Crossings Volume 1 (1993) Mehldau, Rossy, Rossy, Sambeat
- New York-Barcelona Crossings Volume 2 (1993) Mehldau, Rossy, Rossy, Sambeat
- When I Fall In Love (1993) Mehldau & Rossy Trio
- Consenting Adults (1994) Mehldau, Turner, Bernstein, Grenadier, Parker
- Alone Together (1997) Mehldau, Haden, Konitz
- Another Shade of Blue (1999) Mehldau, Haden, Konitz
- Close Enough For Love (1999) Fleurine
- Don't Explain (2004) Joel Frahm, Brad Mehldau
- Love Sublime (2006) Brad Mehldau, Renée Flemingová
- Metheny/Mehldau (2006) Brad Mehldau, Pat Metheny
- Metheny Mehldau Quartet (2007) Mehldau, Metheny, Grenadier, Ballard

### Alba, kde hraje jako spoluhráč
- Mood Swing (1994) – Joshua Redman
- Moving In (1996, Concord) – Chris Potter
- Timeless Tales (for Changing Times) (1998) – Joshua Redman
- The Water Is Wide (2000, ECM) – Charles Lloyd
- Hyperion With Higgins (2001, ECM) – Charles Lloyd
- Works For Me (2001, Verve) – John Scofield
- Alegria (2003, Verve) – Wayne Shorter
- Like a Dream (2004, CryptoGramophone) – Darek Oleszkiewicz
- Deep Song (2005, Verve) – Kurt Rosenwinkel
- Blues Cruise (2005, FSNT) – Chris Cheek
- Pilgrimage (2006, Telarc) – Michael Brecker
- With All My Heart (2004, BMG Music) – Harvey Mason
- San Francisco (2008, Sunny Side Records) – Fleurine
- Israeli Song (2010, Anzic Records) – Eli Degibri

### Filmová hudba
- Midnight In The Garden of Good and Evil (1997)
- Eyes Wide Shut (1999)
- Space Cowboys (2000)
- Million Dollar Hotel (2000)
- Ma Femme Est une Actrice (2001)
- "Unfaithful" (2002)

### Kompilace
- Jazz Sketches on Sondheim: Color and Light (1995)
- Warner Jams, Volume 1 (1995)
- Warner Bros. Jazz Christmas Party (1997)
- An NPR Jazz Christmas with Marian McPartland and Friends (1997)
- A Merry Jazzmas (1999)
- Morning Becomes Eclectic (1999)
- The Best of Summer Nights at MOCA (1999)